# (500056) 2011 UZ154
(500056) 2011 UZ154 es un asteroide perteneciente al cinturón de asteroides, descubierto el 26 de septiembre de 2011 por el equipo del Pan-STARRS desde el Observatorio de Haleakala, Hawái, Estados Unidos.

## Designación y nombre
Designado provisionalmente como 2011 UZ154.

## Características orbitales
2011 UZ154 está situado a una distancia media del Sol de 3,085 ua, pudiendo alejarse hasta 3,463 ua y acercarse hasta 2,707 ua. Su excentricidad es 0,122 y la inclinación orbital 10,86 grados. Emplea 1979,46 días en completar una órbita alrededor del Sol.
Los próximos acercamientos a la órbita de Júpiter se producirán el 3 de agosto de 2062, el 1 de agosto de 2122 y el 4 de julio de 2192, entre otros.

## Características físicas
La magnitud absoluta de 2011 UZ154 es 16.